# Castilleja praeterita
Castilleja praeterita är en snyltrotsväxtart som beskrevs av Lawrence Ray Heckard och Bacigal.. Castilleja praeterita ingår i släktet målarborstar, och familjen snyltrotsväxter. Inga underarter finns listade i Catalogue of Life.